# والی فیصل
والی فیصل (بنگالی: ওয়ালী ফয়সাল؛ زادهٔ ۱ مارس ۱۹۸۵) بازیکن فوتبال اهل بنگلادش بود.
از باشگاه‌هایی که در آن بازی کرده است می‌توان به باشگاه فوتبال آباهانی داکا اشاره کرد.
وی همچنین در تیم ملی فوتبال بنگلادش بازی کرده است.
وی در مسابقات کشوری و بین‌المللی در مجموع برندهٔ ۱ مدال طلا شده است.